# Greger Dahlström

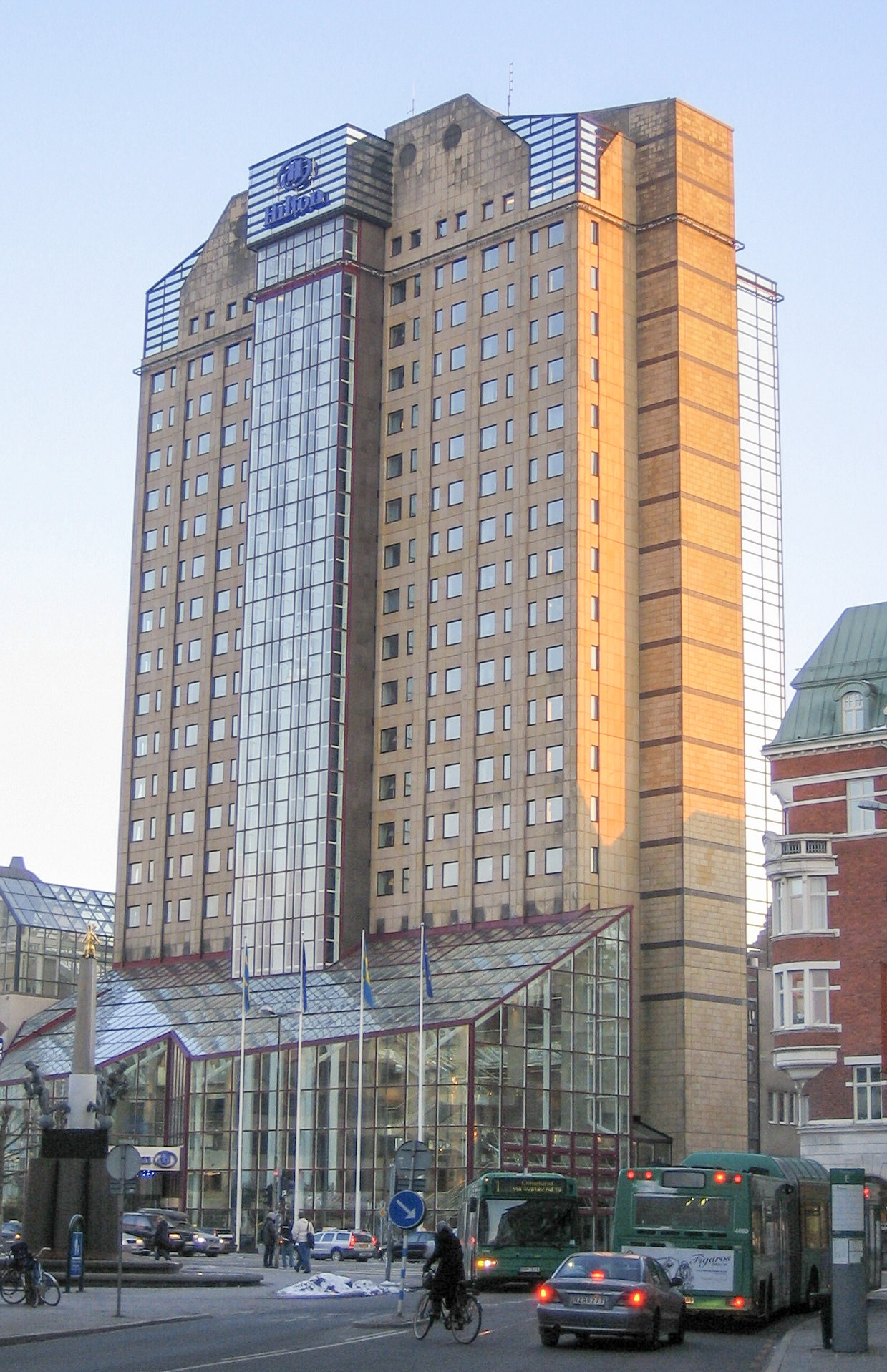
Hotell vid Triangeln i Malmö.

Greger Dahlström, född 25 augusti 1945, svensk arkitekt verksam i Malmö.
Dahlström har drivit olika arkitektkontor och ritat ett antal uppmärksammade byggnader, främst i Skåne. Han har under flera år verkat som chefsarkitekt på Fojab Arkitekter i Malmö och varit delaktig i skapandet av såväl bostadsområden som stora offentliga byggnader och områden.

## Några byggnader (huvud-/delarkitekt)
- Triangelns köpcentrum och hotell Scandic Triangeln, Malmö (Riksbyggen Konsult AB), 1985
- Utsikten vid Öresundsbrons fäste vid Lernacken, Malmö (FFNS, med Stanislaw Welin), 1997 (Belönad med Malmö stads stadsbyggnadspris 1998.)
- Värnhemstorgets bussterminal, Malmö (FOJAB, med Stanislaw Welin), 1997
- Bostadshus vid Bo01, Västra hamnen i Malmö (Fojab) 1999
- Svenska paviljongen vid världsutställningen Expo 2000 i Hannover 2000
- Bostadshus Opus 1 Ljunghusen (FOJAB) 2003
- Entré köpcentrum, Malmö (FOJAB) 2009
- Swedbank Stadion, Malmö (FOJAB) 2009
- Turning Torso Gallery, kompletterande byggnadskomplex vid Turning Torso, Malmö 2007
- Rådhus Skåne, Kristianstads kommuns och Region Skånes nya gemensamma hus i Kristianstad (FOJAB) 2014
- Strand Lomma, exklusivt bostadsområde, Lomma (FOJAB)
- Max IV-laboratoriets område, Lund (FOJAB)
- Hotell Hanöhus i Hällevik 1967